# Ашер (певец)
А́шер Ре́ймонд IV (англ. Usher Raymond IV; род. 14 октября 1978, Даллас) — американский певец, автор песен, актёр, бизнесмен и танцор. В настоящее время продано более 75 миллионов копий его альбомов по всему миру. Лауреат восьми премий «Грэмми», четырёх премий World Music Awards, четырёх премий American Music Awards и девятнадцати премий Billboard Music Awards. Владелец собственной звукозаписывающей компании US Records. Он занимает 21 место в списке самых успешных музыкантов по версии Billboard, а также второе место, уступив Эминему, в списке самых успешных музыкантов 2000-х годов. В 2010 году журнал Glamour включил его в список 50 самых сексуальных мужчин.

## Ранние годы
Ашер родился в Далласе, штат Техас, в семье Джонетты Паттон (урождённая О’Нил) из Теннесси и Ашера Реймонда III. Бо́льшую часть своего детства провёл в Чаттануге, отец оставил их, когда Ашеру исполнился год, он вырос вместе с матерью, отчимом и сводным братом Джеймсом Ликом (род. 1984). В возрасте девяти лет присоединился к детскому хору в местной церкви в Чаттануге, управляемому матерью. Тогда же бабушка заметила его способность к пению, однако они не рассматривали возможность пения профессионально, пока он не присоединился к местной R&B-группе NuBeginnings. Однако мать посчитала, что его талант может пропасть в ансамбле и забрала из группы. В убеждении, что большой город предоставит больше возможностей для раскрытия его таланта, семья переехала в Атланту, где были более комфортные условия для начинающих певцов. Живя в Атланте, Ашер учился в средней школе Норт-Спрингс.

## Карьера

### 1987—1996: Начало карьеры и первый музыкальный альбом
В возрасте 10 лет присоединился к квинтету NuBeginnings, который был организован местным музыкальным промоутером Дэррилом Уилером. В 1991 году Ашер в составе группы записал 10 песен и последующий альбом Nubeginning Featuring Usher Raymond IV, который был доступен лишь на региональном уровне и по почте. Однако его мать забрала его из группы за «плохой опыт», судя по последующему заявлению Ашера. Альбом был выпущен на национальном уровне в апреле 2002 года на лейбле Hip-O.
В возрасте 13 лет он принял участие в местном шоу талантов в Атланте, где привлёк внимание музыкального скаута Эй-Джея Александера. Александер, который был также телохранителем Бобби Брауна в то время, водил Ашера по местным шоу талантов. Александер пригласил Брайанта Рейда, который отвечал за таланты перед лейблом LaFace, посмотреть выступление Ашера на телешоу Star Search. После представления тот устроил прослушивание для Ашера у Эл-Эй Рида, соучредителем LaFace; Ашер исполнил песню «End of the Road» группы Boyz II Men, после чего Рид предложил ему контракт. Мать Ашера оставила свою должность медицинского техника, чтобы стать его менеджером, но позже прекратила свои отношения в качестве менеджера по работе с клиентами в мае 2007 года. В августе 1993 года состоялся выпуск дебютного сингла «Call Me A Mack», который он записал для саундтрека к фильму «Поэтичная Джастис». В этот период он впервые встретил Розонду Томас, известную как Chilli, партнёршу по лейблу, с которой позже начал встречаться.
30 августа 1994 года состоялся релиз дебютного студийного альбома Ашера, Usher. Одним из продюсеров этого альбома стал Шон Коумз. Альбом достиг 25-й позиции в хит-параде Top R&B/Hip-Hop Albums. В настоящее время продано 500 000 копий альбома.

### 1997—2003:My Wayи8701
После окончания школы Ашер начал работу над своим вторым альбомом, который вышел 16 сентября 1997 года. Сингл «You Make Me Wanna» из этого альбома стал для Ашера первым синглом, который достиг первой позиции в чартах Великобритании, и который стал золотым и платиновым синглом в США. Другой сингл из альбома, «Nice and Slow», достиг 1-го места в Billboard Hot 100, став для Ашера первым топ-синглом в США. Сам альбом стал платиновым шесть раз. За сингл «You Make Me Wanna» Ашер был номинирован на «Грэмми»; кроме того, за эту же песню Ашер получил премию Soul Train Music Awards в категории «Лучший R&B сингл».
Первый концертный альбом Ашера, Live, вышел в 1999 году. В США альбом стал золотым.
Ашер дебютировал как актёр в телесериале Moesha. В 1998 году он снялся в фильме «Факультет» и мыльной опере «Дерзкие и красивые». Через год Ашер сыграл одну из главных ролей в фильме «Зажигай, ребята».
Третий студийный альбом Ашера, который изначально назывался All About U, должен был выйти в начале 2001 года.
Первый сингл из альбома, «Pop Ya Collar», стал хитом в Великобритании, но в США был принят довольно прохладно. Весь альбом был отозван, переработан и переименован в 8701, после чего был выпущен 7 августа 2001 года. Синглы «U Remind Me» и «U Got It Bad» из этого альбома продержались на вершине Billboard Hot 100 четыре и шесть недель соответственно. Сам альбом 8701 стал четырежды платиновым в США.
В 2001 году снялся в фильме «Техасские рейнджеры». В том же году Ашер получил «Грэмми» в категории «Лучшее вокальное R&B исполнение» за сингл «U Remind Me». Через год он получил «Грэмми» в той же категории за сингл «U Don’t Have To Call».

### 2004—2007:Confessions

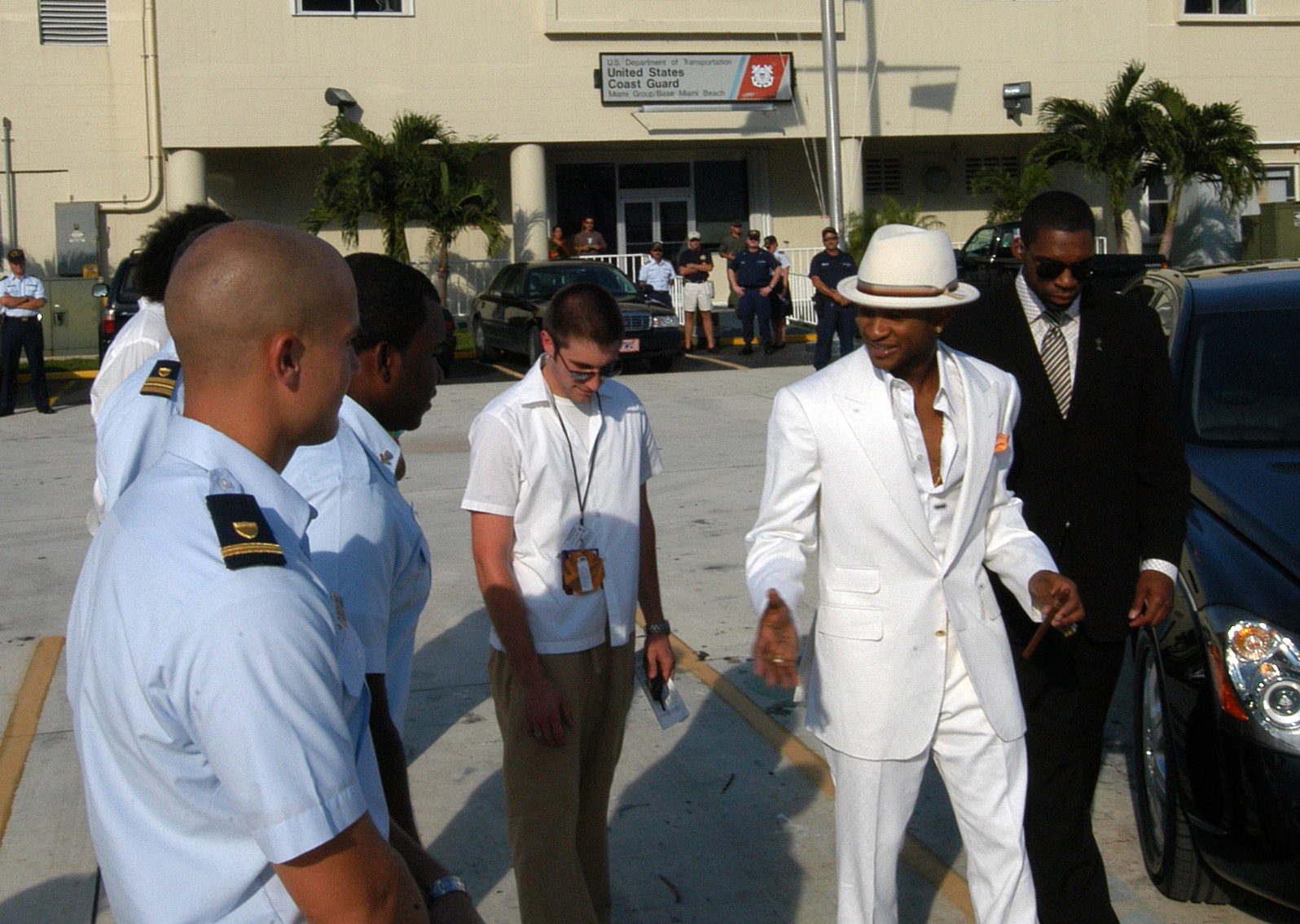
Ашер в Майами перед началом MTV Video Music Awards в 2004 году

Четвёртый студийный альбом Ашера, Confessions, вышел 23 марта 2004 года. В это время сингл из этого альбома, «Yeah!», шестую неделю находился на вершине Billboard Hot 100 и пятую неделю на вершине Hot R&B/Hip-Hop Songs. В первую неделю было продано более 1 миллиона копий альбома. Всего же в данный момент продано более 20 миллионов копий по всему миру, из них 10 миллионов копий продано в США. Таким образом, альбом получил статус бриллиантового.
Сингл «Yeah!» продержался на вершине Billboard Hot 100 двенадцать недель, после чего первое место на семь недель занял сингл «Burn» из этого же альбома. Затем сингл потерял первое место в чарте, но через неделю вновь вернулся на 1-ю позицию, с которой его позже сместил сингл Ашера «Confessions Part II», продержавшийся на вершине две недели.
Альбом Confessions принёс Ашеру множество наград, включая четыре премии American Music Award, две премии MTV Europe Music Awards и три премии World Music Awards. В 2005 году Ашер получил три премии «Грэмми»: в категории «Лучшее вокальное R&B исполнение дуэтом или группой» за сингл «My Boo» (совместно с Алишей Киз), который был включён в специальное издание альбома Confessions; в категории «Лучший современный R&B альбом» и «Лучшая совместная работа в стиле рэп» за сингл «Yeah!» (совместно с Ludacris и Lil Jon). На церемонии Billboard Music Awards в 2004 году Ашер был назван исполнителем года.
В 2005 году сыграл главную роль в фильме «Микс». В 2006 году Ашер согласился на роль Билли Флинна в мюзикле «Чикаго».

### 2008—2009:Here I Stand

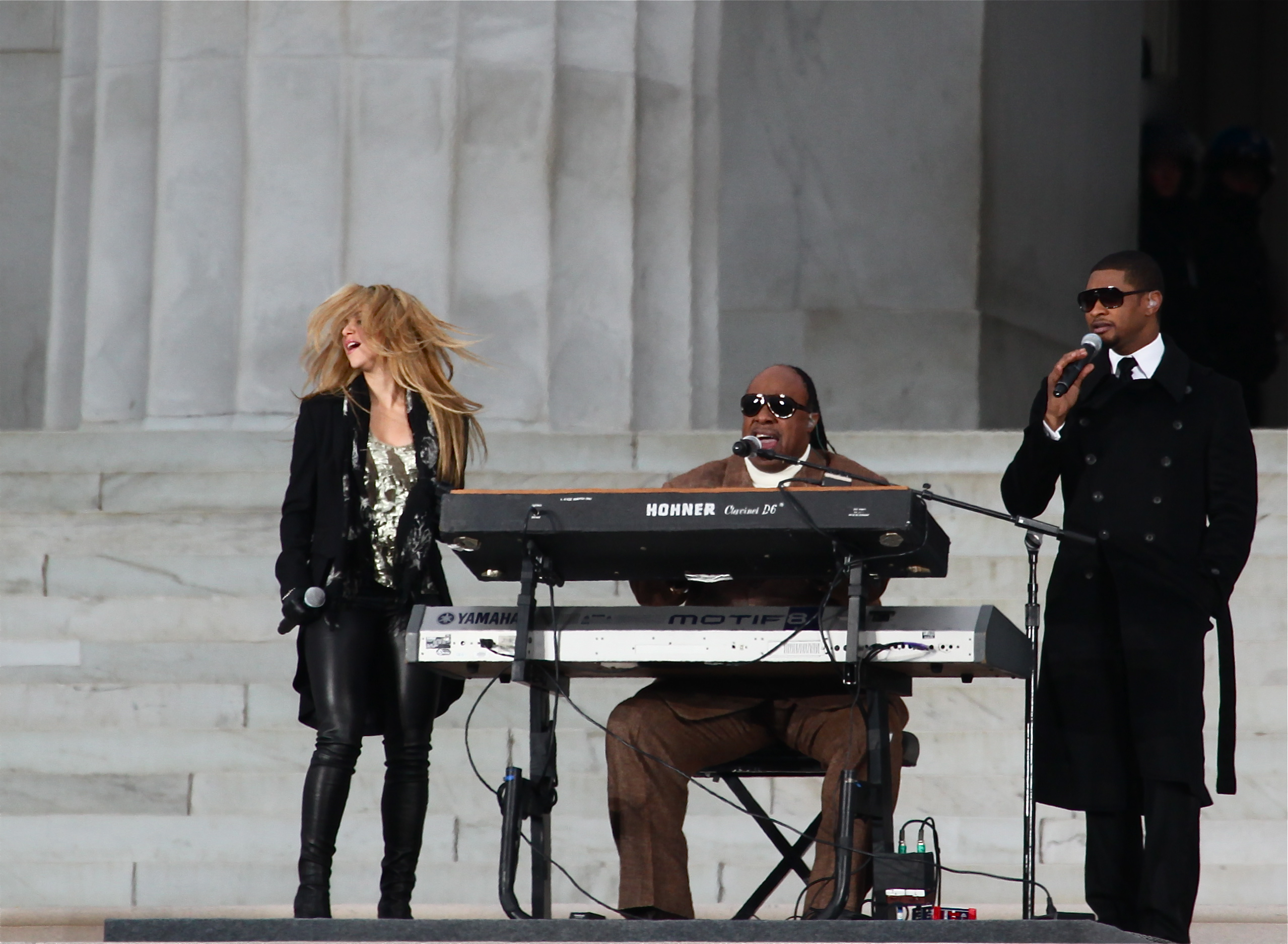
Шакира, Стиви Уандер и Ашер на концерте We Are One

27 мая 2008 года в США состоялся релиз пятого студийного альбома Ашера, Here I Stand. Альбом дебютировал на 1-й позиции в хит-параде Billboard 200. В первую неделю было продано более 433 тысяч копий. В настоящее время[когда?]

 в США продано более чем 1,5 миллиона копий. Альбом получил статус платинового. Сингл из этого альбома, «Love in This Club», занял 1-е место в Billboard Hot 100 и продержался на вершине три недели. Этот сингл также занял 1-е место в хит-параде Hot R&B/Hip-Hop Songs. Следующий сингл, «Love in This Club, Pt. II», записанный вместе с Бейонсе с Лил Уэйном, достиг 18-й позиции в Billboard Hot 100 и 7-й позиции в Hot R&B/Hip-Hop Songs. Третий сингл, «Moving Mountains», занял 18-е место в Hot R&B/Hip-Hop Songs, а четвёртый сингл, «Trading Places», достиг 4-й позиции в этом же хит-параде.
18 января 2009 года Ашер выступил вместе с Шакирой и Стиви Уандером на концерте «We Are One», организованном в честь инаугурации президента США Барака Обамы. 7 июля того же года выступил с песней «Gone Too Soon» на церемонии прощания с Майклом Джексоном, которая проходила в спортивном комплексе «Стейплс-центр».

### 2010—2011:Raymond v. RaymondиVersus
30 марта 2010 года в США состоялся релиз шестого студийного альбома Ашера, Raymond v. Raymond. Промосингл с этого альбома, «Papers», продержался на вершине Hot R&B/Hip-Hop Songs две недели, а также достиг 31 позиции в хит-параде Billboard Hot 100. Первый официальный сингл с этого альбома, «Hey Daddy (Daddy’s Home)», был выпущен в США 8 декабря 2009 года. Он занял 24-е место в хит-параде Billboard Hot 100 и 2-е место в Hot R&B/Hip-Hop Songs. Международный релиз сингла состоялся в июле 2010 года. «Lil Freak», который изначально позиционировался как промосингл, позже стал вторым официальным синглом в США. Песня достигла 8-й позиции в чарте Hot R&B/Hip-Hop Songs и 40-й позиции в чарте Billboard Hot 100.
Сингл «OMG», записанный в дуэте с will.i.am, стал третьим официальным синглом в США и первым международным синглом с альбома Raymond v. Raymond. Сингл достиг 1-й позиции в хит-параде Billboard Hot 100, проведя на вершине четыре недели, причём три из них — подряд, и 3-й позиции в Hot R&B/Hip-Hop Songs.
Четвёртый официальный сингл с альбома, «There Goes My Baby», был выпущен в США 15 июня 2010 года. Песня заняла 25-е место в Billboard Hot 100 и 1-е место в Hot R&B/Hip-Hop Songs.
7 апреля 2010 года альбом дебютировал на 1-м месте в хит-параде Billboard 200. В первую неделю было продано более чем 329 тысяч копий. Через месяц после релиза альбом получил золотой, а 17 июня 2010 года — платиновый статус.
24 августа 2010 года состоялся релиз EP Ашера, Versus, а также специального издания Raymond v. Raymond. Versus дебютировал на 4-м месте в Billboard 200. Первый сингл с этого альбома, «DJ Got Us Fallin' in Love», дебютировал на 19-м месте в Billboard Hot 100. Сингл поднялся на 12-строчку в этом хит-параде на второй неделе. На третьей неделе песня достигла 9-й позиции (на десятой позиции находился сингл Ашера «OMG»). Таким образом, это стало первым достижением для Ашера со времён альбома Confessions, когда в первой десятке хит-парада Billboard Hot 100 присутствовали два его сингла сразу (в 2004 году в первую десятку попали три сингла: «Yeah!», «Burn» и «Confessions Part II»).
Второй сингл с альбома Versus «Hot Tottie», занял 25-е место в Billboard Hot 100 и 13-е место в Hot R&B/Hip-Hop Songs.

### 2012 — наст. время:Looking For Myself
14 февраля 2012 года, в День Святого Валентина состоялся интернет-релиз первого сингла «Climax» с альбома Looking For Myself. Песня записана и спродюсирована американским продюсером Diplo. Официальный релиз сингла состоялся 22 февраля. Видео было выпущено 9 марта, снятое Sam Pilling в городе Атланта.
30 марта Ашер официально подтвердил название альбома и дату выхода: 12 июня 2012 года.

### 2016 — Hard II Love
Восьмой студийный альбом американского певца Ашера. Он был выпущен 16 сентября 2016 года на лейбле RCA. Альбом включает несколько гостевых вокалистов из Young Thug и Future. Основой альбома стали треки: «No Limit» в сотрудничестве с Young Thug, «Crash», «Rivals» и «Missing U».
Альбом был доступен для онлайн трансляции уже 13 июня 2016 исключительно с помощью потокового сервиса Tidal, совладельцем которого является и Ашер. 16 июня 2016 года, он был презентован для платного скачивания и онлайн трансляции.
Являлся судьёй в четвёртом сезоне американского шоу «The Voice». Вместе с Шакирой заменил на шоу Кристину Агилеру и Си Ло Грин.

## Бизнес

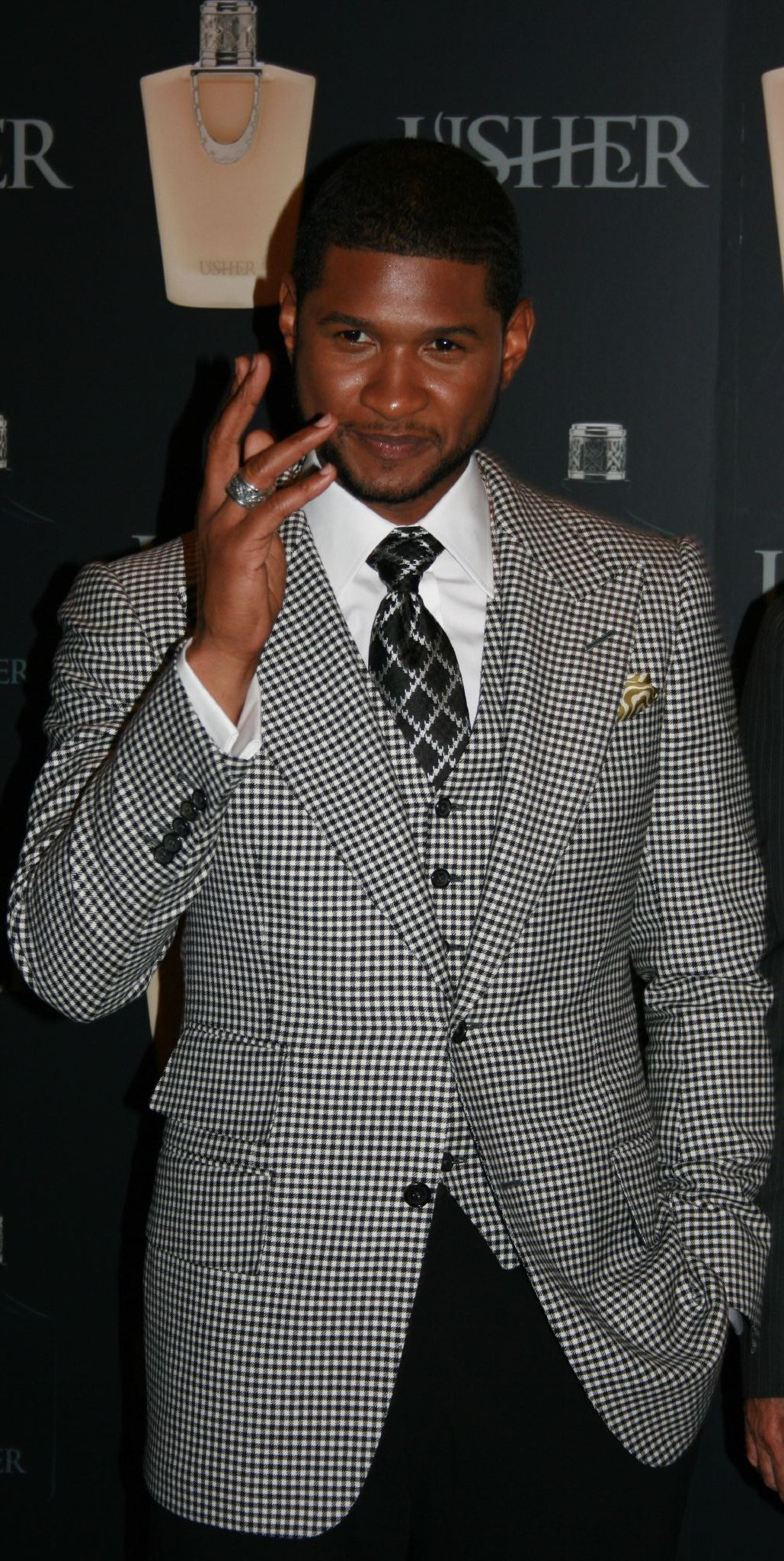
Ашер в 2007 году

В 2002 году Ашер основал собственный лейбл US Records. Он также запустил линию духов для мужчин и для женщин. Ашер является совладельцем баскетбольного клуба «Кливленд Кавальерс». Кроме того, открыл несколько ресторанов.

## Общественная деятельность
В 1998 году Ашер основал благотворительный фонд Usher’s New Look Foundation.

## Личная жизнь
В 2001 году Ашер начал встречаться с Розондой Томас, участницей группы TLC. Их отношения продлились два года, после чего в декабре 2003 года они расстались.
В ноябре 2005 года Ашер начал встречаться с Тамекой Фостер, работавшей его личной стилисткой. Они объявили о помолвке в феврале 2007 года и поженились 3 августа 2007 в Атланте. У них есть двое сыновей — Ашер «Цинко» Реймонд V (род. 26 ноября 2007) и Навид Илай Реймонд (род. 10 декабря 2008). В июне 2009 года Ашер подал на развод, который был завершён в ноябре того же года. Ашер получил единоправную опеку над детьми.
В сентябре 2015 года Ашер женился на своем менеджере Грейс Мигель. В марте 2018 года они объявили о расставании, а в декабре Ашер подал на развод.
В сентябре 2020 стало известно, что Ашер ждёт своего третьего ребёнка от музыкального продюсера Дженн Гойкочеа, с которой он начал встречаться в октябре 2019 года. Их дочь, которую назвали Соверейн Бо Реймонд, родилась 24 сентября 2020 года. 29 сентября 2021 года у пары родился сын Сайр Кастрелло Реймонд.
В июле 2017 года в сеть попали документы, согласно которым в 2012 году Ашер заразил герпесом бывшую партнёршу. Он оплатил её счета за лечение и выплатил компенсацию в размере 1,1 миллиона долларов. В сентябре того же года ещё трое бывших партнёров Ашера, три женщины и один мужчина, обвинили его в заражении генитальным герпесом.

## Дискография

### Студийные альбомы
- 1994 — Usher
- 1997 — My Way
- 2001 — 8701
- 2004 — Confessions
- 2008 — Here I Stand
- 2010 — Raymond v. Raymond
- 2012 — Looking 4 Myself[англ.]
- 2016 — Hard II Love[англ.]
- 2018 — Usher - A
- 2024 — Coming Home

### Совместные альбомы
2018 — A (совместно с Zaytoven)

## Фильмография
| Год       |    | Русское название                             | Оригинальное название              | Роль                        |
| --------- | -- | -------------------------------------------- | ---------------------------------- | --------------------------- |
| 1995      | в  | —                                            | Eyes on Hip Hop                    | рэпер                       |
| 1997—1999 | с  | Мойша                                        | Moesha                             | Джереми Дейвис              |
| 1998      | с  | Дерзкие и красивые                           | The Bold and the Beautiful         | Рэймонд                     |
| 1998      | ф  | Факультет                                    | The Faculty                        | Гейб Сантора                |
| 1999      | ф  | Это всё она                                  | She’s All That                     | диджей                      |
| 1999      | с  | Земля обетованная                            | Promised Land                      | Уинстон                     |
| 1999      | ф  | Зажигай, ребята                              | Light It Up                        | Лестер Девитт               |
| 2000      | с  | Волшебный мир Дисней                         | The Wonderful World of Disney      | главарь                     |
| 2000      | с  | Известный Джет Джексон                       | The Famous Jett Jackson            | Зандер «Зи-Райд» Холл       |
| 2001      | ф  | Техасские рейнджеры                          | Texas Rangers                      | Рэндольф Дуглас Скипио      |
| 2002      | с  | Сабрина — маленькая ведьма                   | Sabrina, the Teenage Witch         | любовный доктор             |
| 2002      | с  | Сумеречная зона                              | The Twilight Zone                  | Эрик Боггс                  |
| 2002      | с  | Американские мечты                           | American Dreams                    | Марвин Гэй                  |
| 2002      | с  | Седьмое небо                                 | 7th Heaven                         | Уилл                        |
| 2003      | с  | Пища для души                                | Soul Food                          | Кэмерон Маркс               |
| 2005      | ф  | Микс                                         | In the Mix                         | Даррелл                     |
| 2010      | ф  | Киллеры                                      | Killers                            | менеджер Кевин              |
| 2010—2014 | с  | Улица Сезам                                  | Sesame Street                      | в роли самого себя / танцор |
| 2013      | ф  | Очень страшное кино 5                        | Scary Movie 5                      | Айра                        |
| 2014      | ф  | Маппеты 2                                    | Muppets Most Wanted                | швейцар                     |
| 2016      | ф  | Каменные кулаки                              | Hands of Stone                     | Шугар Рэй Леонард           |
| 2016      | ф  | Поп-звезда: Не переставай, не останавливайся | Popstar: Never Stop Never Stopping | в роли самого себя          |
| 2017      | мс | Звери                                        | Animals.                           | Майлс                       |
| 2017      | ф  | Вы можете их знать                           | People You May Know                | в роли самого себя          |
| 2018      | ф  | Берден                                       | Burden                             | Кларенс Брукс               |
| 2019      | ф  | Стриптизёрши                                 | Hustlers                           | в роли самого себя          |
| 2020      | ф  | Мои волосы хотят убивать                     | Bad Hair                           | Джерман Ди                  |